# 国籍法
国籍法（こくせきほう、英語：nationality law）とは、その国の国籍および市民権に関して、その付与、取得、喪失を定義している法。制定法、慣習法、判例などの形で存在する。国籍法は移民受入れが国の基礎となった米国、カナダ、オーストラリア、ニュージーランドのような国々での移民法、また難民法、亡命法との関連でも議論・研究される。

## 共通原則
欧州大陸における国籍法は父系主義の立場をとるフランス民法典がその基礎となる。そのため、欧州、さらに以前の欧州各国の植民地では女性は婚姻による子であってもかつては国籍を引き継ぐことが認められておらず、婚姻外の子供たちは多くは母系国籍を取得した。子供がいないと規定により無国籍になる可能性もあった。しかし現在はEUの共通原則により改正されておりかかる差別はない。アラブ各国でもそうである。そこでは、女性は子供に国籍を引き継げず父親の国籍が用いられた。
日本は従来父系主義をとっていたが日本国憲法第14条と抵触すること、女性差別撤廃条約の締結から1984年（昭和59年）5月に改正。多くの国では、その国で生まれたとしても外交官の子供は国籍取得権を持たないと規定されている。
世界人権宣言15条では、以下のように規定されている。
1. すべて人は、国籍を持つ権利を有する。
2. 何人も、ほしいままにその国籍を奪われ、又はその国籍を変更する権利を否認されることはない。

現在、国籍法は出生地主義または血統主義のいずれか、または両方の組み合わせを基礎として制定されている。出生地主義とは領土内で生まれた子供は国籍を得るとする考え方であり、米国、カナダ、アルゼンチン、ブラジル、メキシコ、フランス（海外の領土を含む）などが該当する。血統主義は父または母のいずれかがその国の市民権（国籍）を得ていることが、子供がその国の国籍を取得できるかどうかの要件とされる。ドイツ、日本、イスラエル、スイスなど。

## 植民地時代以降の国籍問題
植民地の時代が終わり、植民者、植民地住民、被支配者の国籍判断が困難となり、もっぱら高度の政治的判断によってなされた。特に英国、植民地となったアフリカ各国の南アフリカ、ローデシア（現在のジンバブエ）、ウガンダ、香港。例として英国国籍法の歴史がある。

## 国籍法の例

### アジア・オセアニア
- オーストラリア（英語版）
- 中国
- インド（英語版）
- 日本
- ネパール（英語版）
- ニュージーランド（英語版）
- 韓国
- 中華民国（台湾）

### アフリカ
- リベリア（英語版）
- 南アフリカ（英語版）

### アメリカ
- バルバドス（英語版）
- ブラジル（英語版）
- カナダ（英語版）
- ペルー（英語版）
- アメリカ合衆国（英語版）
  - 移民国籍法

### 欧州
EU加盟国（A-F）
- オーストリア（英語版）
- ベルギー（英語版）
- 英国（英語版）
- チェコ（英語版）
- キプロス（英語版）
- デンマーク（英語版）
- オランダ（英語版）
- エストニア（英語版）
- フィンランド（英語版）

EU加盟国（F-L）
- フランス（英語版）
- ドイツ（英語版）
- ギリシャ（英語版）
- ハンガリー（英語版）
- アイルランド（英語版）
- イタリア（英語版）
- ラトビア（英語版）
- リトアニア（英語版）
- ルクセンブルク（英語版）

EU加盟国（M-S）
- マルタ（英語版）
- ポーランド（英語版）
- ポルトガル（英語版）
- スロヴァキア（英語版）
- スロベニア（英語版）
- スペイン（英語版）
- スウェーデン（英語版）

非EU加盟国
- アイスランド（英語版）
- ノルウェー（英語版）
- スイス（英語版）
- アンドラ（英語版）